# Santa Anita (métro de Mexico)
Santa Anita  est une station de correspondance entre les lignes 4 et 8 du métro de Mexico, tout en formant le terminus sud de la première. Elle est située au sud de Mexico, dans la délégation Iztacalco.

## La station
Son symbole représente la silhouette d'un vendeur ou canotier dans son embarcation. Le nom de la station et de la colonie vient du fait que jadis, c'est là, à l'embarcadère de Santa Anita, que commençaient les chinampas et le lac Texcoco ; les cultivateurs avaient pour habitude de venir en canots pour y vendre la récolte de leurs jardins flottants. De plus, on pouvait non loin, à l'embarcadère de La Viga, louer un canot pour visiter les canaux, comme aujourd'hui sur le lac de Xochimilco.
La station possède trois entrées, une sur la ligne 4 et deux sur la ligne 8, aussi qu'un arrêt de bus et une gare routière (appelée Cetram au Mexique).

## Galerie de photographies

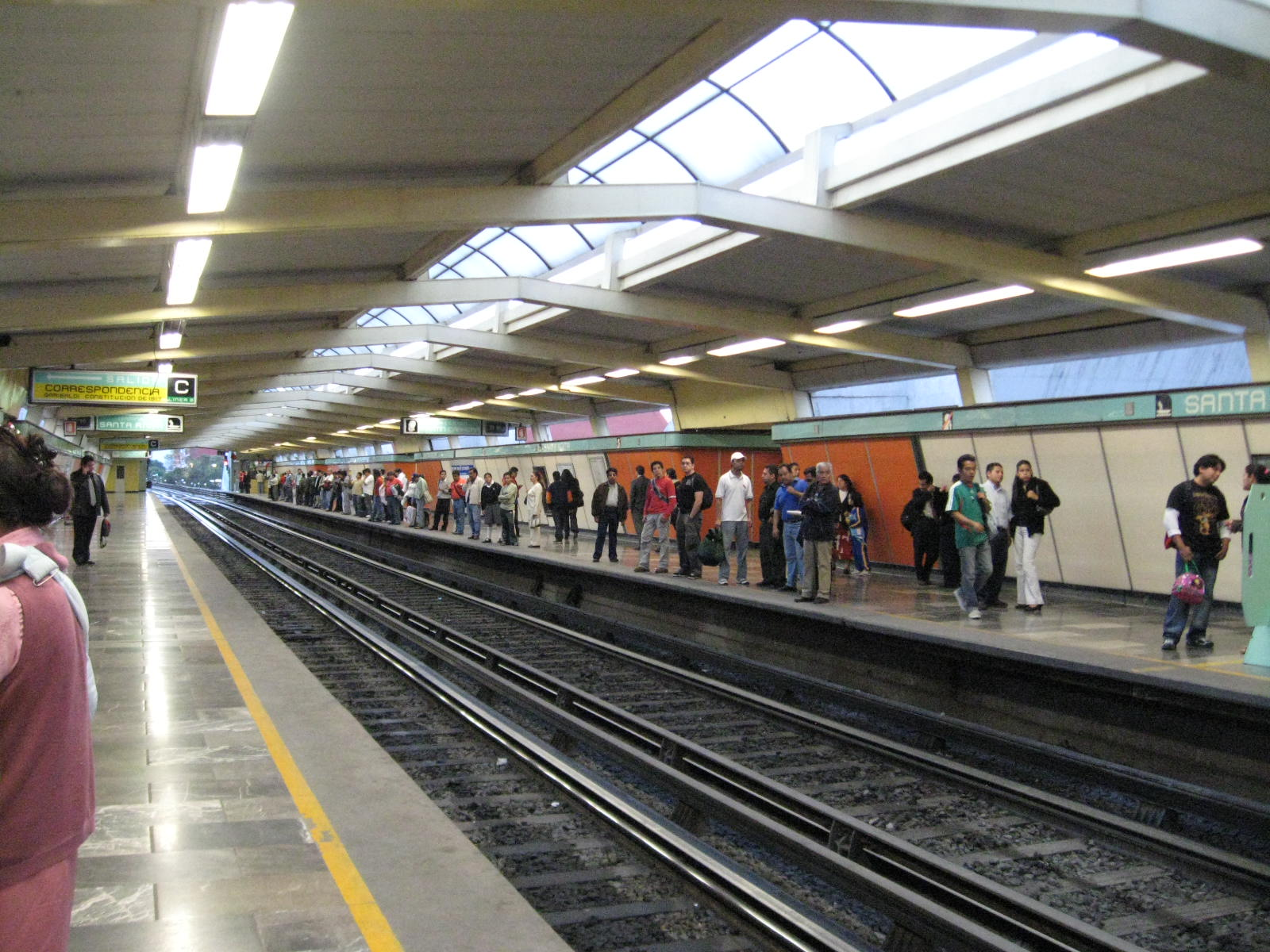
Les quais de la ligne 4.
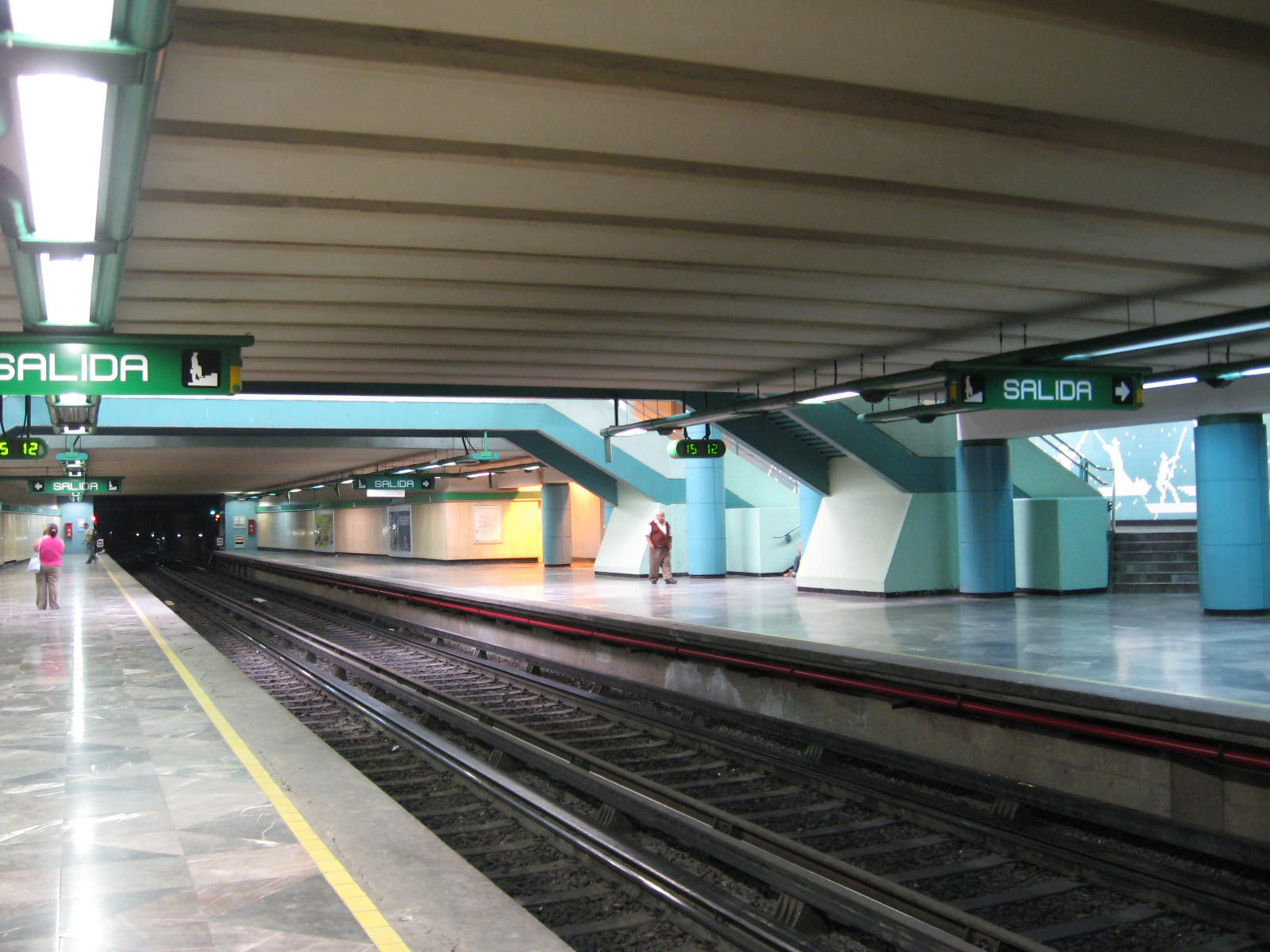
Les quais de la ligne 8.